# Keldian
Keldian es un dúo de AOR/power metal originario de Noruega fundado en 2006. Gracias a la aportación de varios amigos del medio debutan en 2007 con el álbum Heaven's Gate, un disco fuertemente influenciado por el hard rock melódico norte-europeo y el power metal escandinavo.
Las letras de sus canciones exploran diversas temáticas, pero principalmente la ciencia, la exploración espacial y la espiritualidad.

## Biografía

### Pre-Keldian (1988-2004)
Aardalen y Andresen son originarios de distintos lugares de Noruega, pero se criaron y se conocieron en la localidad de Aurland, próxima al Sognefjord. Andresen empezó a tocar la guitarra con 8 años y pasó buena parte de sus primeros años en el grupo de hard rock Madam Curie. Posteriormente, se juntó con el tecladista Aardalen en Protos Nemesis, un proyecto teatral inspirado por la música electrónica. Madam Curie y Protos Nemesis se fusionaron en la breve agrupación de rock clásico Alien Love Gardeners que lanzó un EP titulado Cuts Shape the Man en 2000. Tras disolverse el grupo, Andresen y Aardalen reelaboraron el EP como un ejercicio de estudio. Llamaron al proyecto Keld y cambiaron el título del EP a Salvation for the Guilty, formando la base de lo que luego sería Keldian.

### Heaven's GateyJourney of Souls(2005-2012)
Andresen y Aardalen coincidieron en 2005 en un proyecto de covers de clásicos del rock y pop de los años ochenta. Aparentemente, este proyecto, junto con el EP Salvation for the Guilty, fue lo que les motivó a crear Keldian ese mismo año. Andresen y Aardalen grabaron demos originales en el verano de 2005 y el invierno siguiente. Llevaron las demos a producción, las retocaron y las incorporaron al álbum debut Heaven's Gate. El álbum fue producido y diseñado por el propio Aardalen, que para entonces se había formado como ingeniero de sonido, y fue comercializado a través de la discográfica estadounidense Perris Records a principios de 2007. Heaven's Gate tuvo distribución internacional, incluyendo una edición japonesa especial con una pista adicional, y fue un éxito en ventas a pesar de ser el álbum debut de un grupo desconocido.
El nombre de Keldian deriva del nórdico antiguo kelde, que significa «manantial», «fuente» o «pozo». El grupo se inspiró en la ciencia ficción, la espiritualidad y la filosofía para sus letras, y escogió el nombre para reflejar que las raíces del alma están íntimamente ligadas al destino último de la humanidad entre las estrellas. Keldian se podría traducir entonces como «persona que proviene de la fuente».
El 6 de mayo de 2008, Keldian lanzó su segundo álbum, Journey of Souls, también a través de Perris Records. El álbum cosechó valoraciones positivas en distintas partes del mundo, y el grupo fue elogiado por su enfoque original del género del heavy metal y por la calidad de sus letras, como en la épica de guerra Memento Mori.
En una entrevista con la Compañía Estatal Noruega de Radiodifusión, Aardalen insinuó que el tercer álbum de Keldian estaba en las fases de planificación. La producción del álbum se prolongó significativamente, ya que Keldian se separó de su sello discográfico para poder tener la máxima flexibilidad y control sobre sus operaciones y finanzas. El grupo recuperó los derechos de sus dos primeros álbumes, lo que le permitió distribuir su música y comercializarla directamente a sus seguidores a través de su sitio web oficial y su perfil de Facebook.

### Outbound(2013-2015)
El 22 de febrero de 2013, Keldian anunció en un preguntas y respuestas en su sitio web que su tercer álbum se titularía Outbound. El 26 de febrero, el grupo lanzó una campaña de micromecenazgo en Indiegogo para financiar la producción de Outbound, para cuyo lanzamiento se fijó una fecha tentativa de septiembre de 2013 en caso de que la campaña tuviera éxito. Con la campaña a buen ritmo, el 4 de marzo, Keldian reveló la carátula de Outbound, y para el 6 de marzo ya se había completado la financiación del álbum.
El 27 de marzo de 2013, Keldian reveló la lista de canciones y su orden de ejecución en el blog de su sitio web, y confirmó que el álbum estaba entrando ya en las etapas finales de mezcla. El lanzamiento de Outbound tuvo lugar el 31 de octubre de 2013.

### Darkness and Light(2015-presente)
A comienzos de 2015, Keldian anunció que había iniciado la producción de su cuarto álbum. También se confirmó que Jørn Holen volvería a participar en la grabación con la batería. El 14 de agosto de 2016, el grupo anunció su nuevo álbum Darkness and Light en su sitio web, con una fecha de lanzamiento prevista de 2017. Keldian lanzó el primer sencillo del álbum, Blood Red Dawn, el 5 de octubre de 2017. El 27 de octubre, se publicó Darkness and Light en todos los servicios digitales de streaming.

## Miembros y colaboradores
Keldian:
- Christer Andresen - voces, guitarra y bajo
- Arild Aardalen - teclado, voces adicionales

Colaboraciones:
- Jørn Holen (Vreid, Windir) - batería
- H-man (LA Guns, The Black Crowes) - batería
- Per Hillestad (Lava, a-ha) - batería
- Maja Svisdahl - voz
- Anette Fodnes - voz
- Gunhild Mathea Olaussen - violín

## Discografía
- Heaven's Gate (2007)
- Journey of Souls (2008)
- Outbound (2013)
- Darkness and Light (2017)
- The Bloodwater Rebellion (2022)